# 俺たちのサバゲー PORTABLE
『俺たちのサバゲー PORTABLE』は、ベストメディアより2008年12月4日にPlayStation Portable(PSP) 用ソフトとして発売されたアクション・シューティングゲームである。略称は「俺サバ」。

## 概略
サバイバルゲームを題材としたゲーム。ゲーム開始時にプレイヤーはアタッカー、オールラウンダー、ディフェンダー、スナイパーの4つのポジション、100種類以上のエアガン、200種類以上の服装・装備の中から選択しオリジナルキャラクターを作成できる。最大4人までの通信対戦が可能。
2010年8月5日には続編となる『俺たちのサバゲー VERSUS』がPlayStation Portable (PSP) 用ソフトとして発売された。

## システム
チームワークで大会制覇を目指すシナリオモードを搭載。
ルールは以下の4つ。

### 殲滅戦
勝利条件：相手チームを殲滅させる。

### フラッグ戦
勝利条件：相手チームのフラッグを奪うか殲滅させる。
敗北条件：自チームフラッグを奪われる。

### タイムトライアル
勝利条件：時間内に全ての的を倒す。

### キルハウス
勝利条件：時間内に全ての敵を倒しゴールする。

## 登場装備
ハンドガン32種類＋Secret Model6種類、ライフル65種類＋Secret Model8種類の合計111挺のエアガンと、200種類以上の服装・装備品が登場。東京マルイ製エアガンのカタログを搭載。
なお、特殊アイテムとしてライフガード、セーフガードが登場する。

## 声の出演
小林清志
池田秀一
若本規夫
石塚運昇
大原さやか